# Valódi mókusok

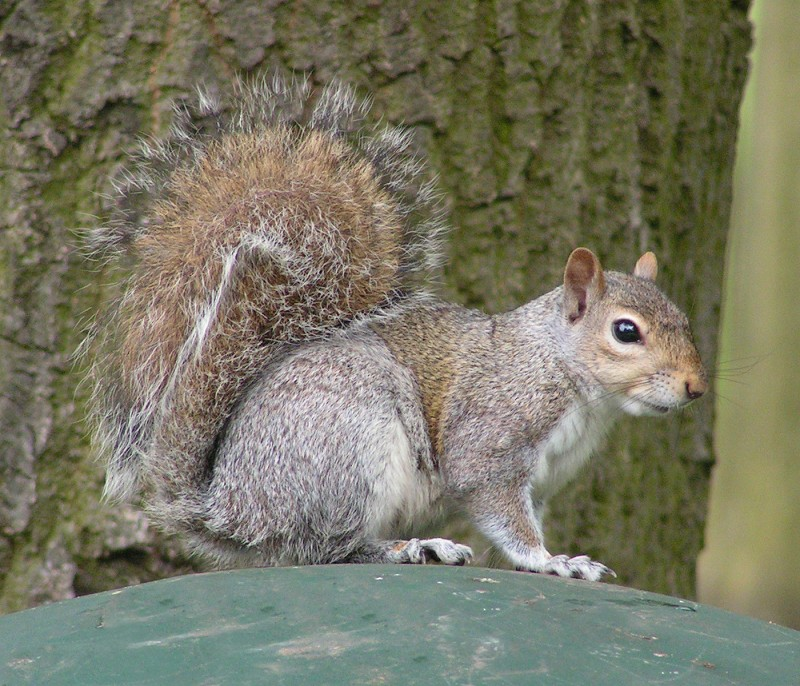
Keleti szürkemókus (Sciurus carolinensis)

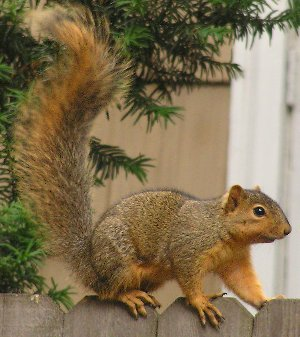
Amerikai rókamókus (Sciurus niger)

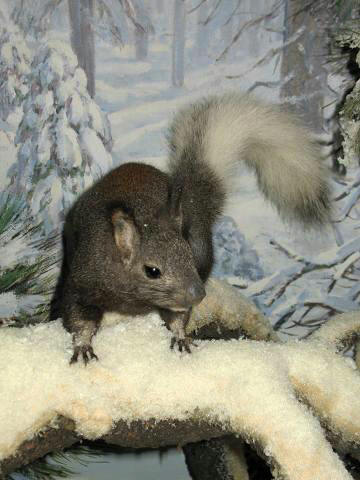
Ecsetfülű mókus (Sciurus aberti)

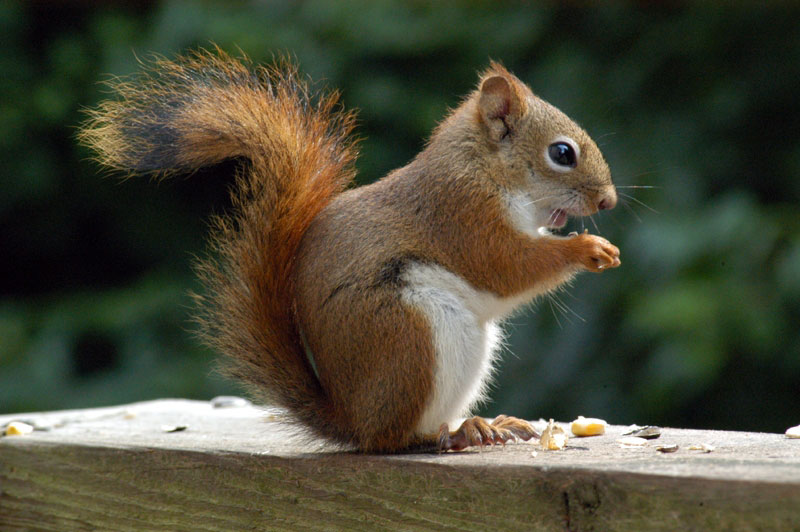
Kanadai vörösmókus (Tamiasciurus hudsonicus)

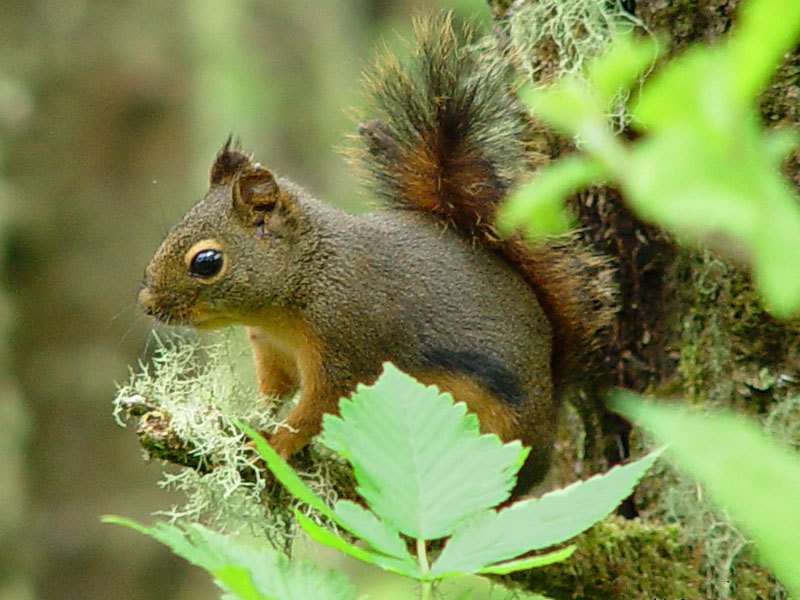
Douglas-mókus (Tamiasciurus douglasii)

A valódi mókusok (Sciurini) az emlősök (Mammalia) osztályának rágcsálók (Rodentia) rendjébe, ezen belül a mókusfélék (Sciuridae) családjába tartozó nemzetség. A valódi mókusok bozontos farkú, erdőlakó rágcsálók.

## A mókus szó etimológiája
A mókus hangutánzó szó az állat makogó hangjából. Régi alakja móka volt, amely kedveskedő -us végzetet kapott (mint „cicus”, „kutyus”). Faluhelyen evetnek is szokás hívni.

## Fajaik és elterjedésük
A legtöbb faj az amerikai kontinensen él. Eurázsiában csupán négy található meg a 39 faj közül. A Közép-Európában elterjedt fajuk az európai mókus, más néven európai vörös mókus vagy egyszerűen csak mókus (Sciurus vulgaris).

## Életmód
Táplálékuk fák magvaiból, gyümölcseiből, gombákból és rovarokból áll, de emellett előfordul, hogy madártojást és madárfiókákat is fogyasztanak. Ősszel különféle magvakat gyűjtenek és elraktározzák télire.
Nem alszanak téli álmot, csupán téli pihenőt tartanak.
A mókus jól alkalmazkodott a fán való életmódhoz. Rendkívül fürge, szüntelenül táplálék – fenyő- és egyéb magvak, mogyoró vagy gomba – után kutat. Farka kormány és ejtőernyő, amikor fáról fára ugrál. Karmai lehetővé teszik, hogy lefelé éppen olyan fürgén mozogjon a fatörzsön, mint felfelé. Szájszervei alkalmasak a csonthéjas termések felnyitására. Kicsi lyukat rág a termés hegyesebbik csúcsán. Fogait vésőként alkalmazva alsó metszőfogait a lyukba mélyeszti, felső fogait a héjra préselve szétfeszíti azt. A mókus az állkapcsában lévő két metszőfogat - más rágcsálókhoz hasonlóan - oldalirányban is tudja mozgatni. Alsó fogait tehát harapófogóként vagy csipeszként használja, amikor ügyesen kipiszkálja a dió belét a burkából. Városi parkokban is – gyakran teljesen szelíden – előfordul.

## Rendszerezésük
A valódi mókusok nemzetségébe 5 nem és 40 faj tartozik:
- Microsciurus J. A. Allen, 1895 – 4 faj, Közép-Amerika és Dél-Amerika északi része
- Rheithrosciurus Gray, 1867 – 1 faj, Borneó
  - Bojtosmókus (Rheithrosciurus macrotis) Gray, 1856
- Sciurus Linnaeus, 1758 – 31 faj, Európa, Közép-Kelet, Észak-Ázsia, Észak-Amerika, Dél-Amerika
- Syntheosciurus Bangs, 1902 – 1 faj, Panama és Costa-Rica
  - Costa Rica-i mókus (Syntheosciurus brochus) Bangs, 1902
- Tamiasciurus Trouessart, 1880 – vastagfejű mókusok: 3 faj, Észak-Amerika

## Képek

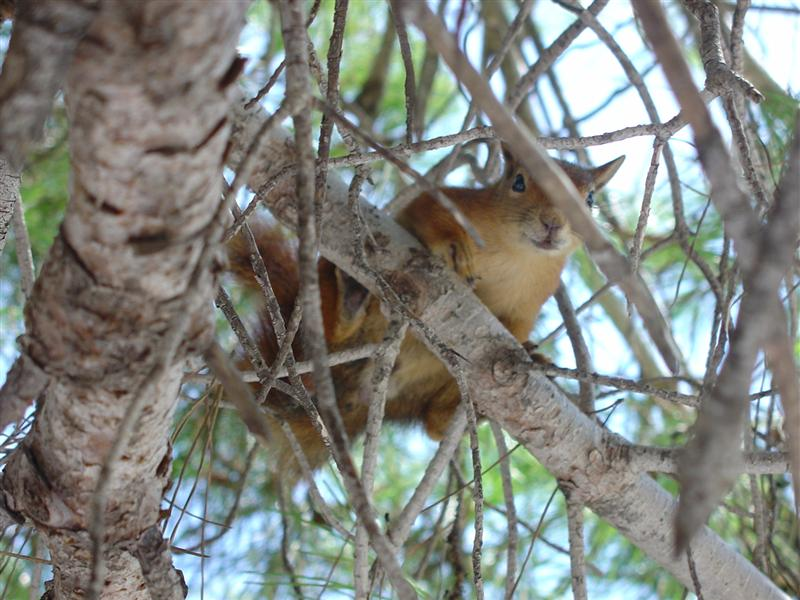
Perzsa mókus (Sciurus anomalus)
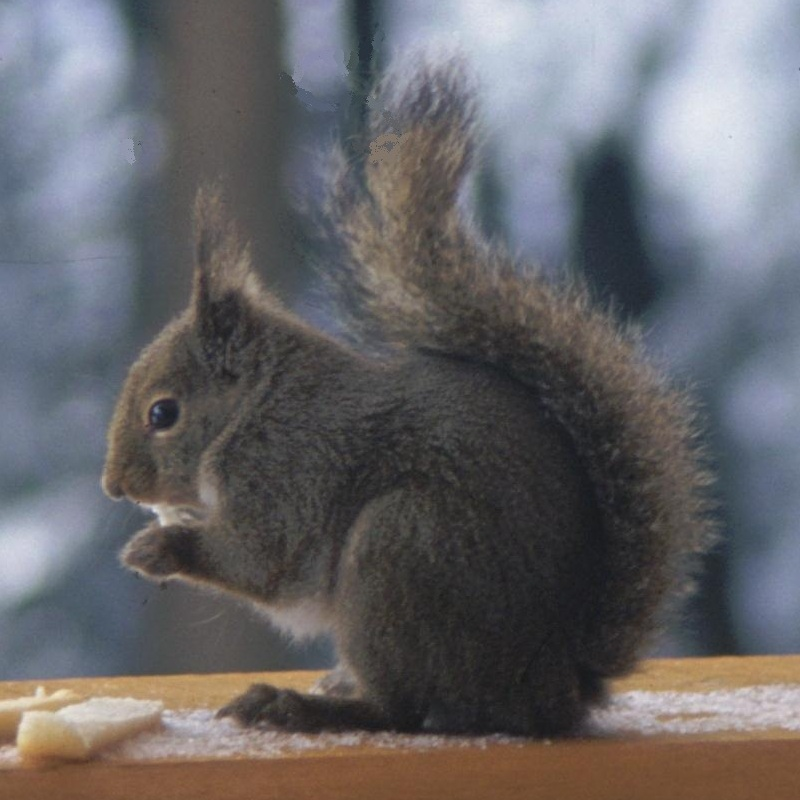
Japán mókus (Sciurus lis)
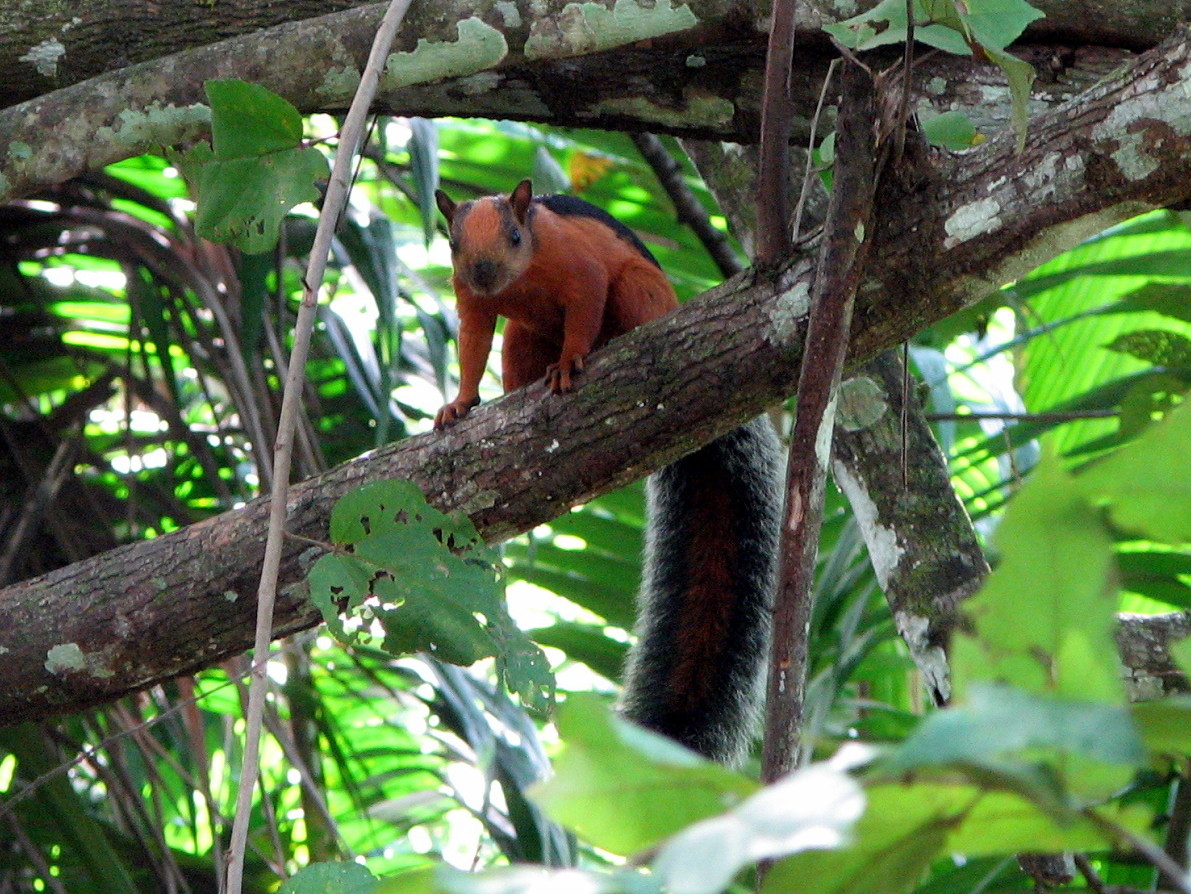
Amerikai változékonymókus (Sciurus variegatoides)
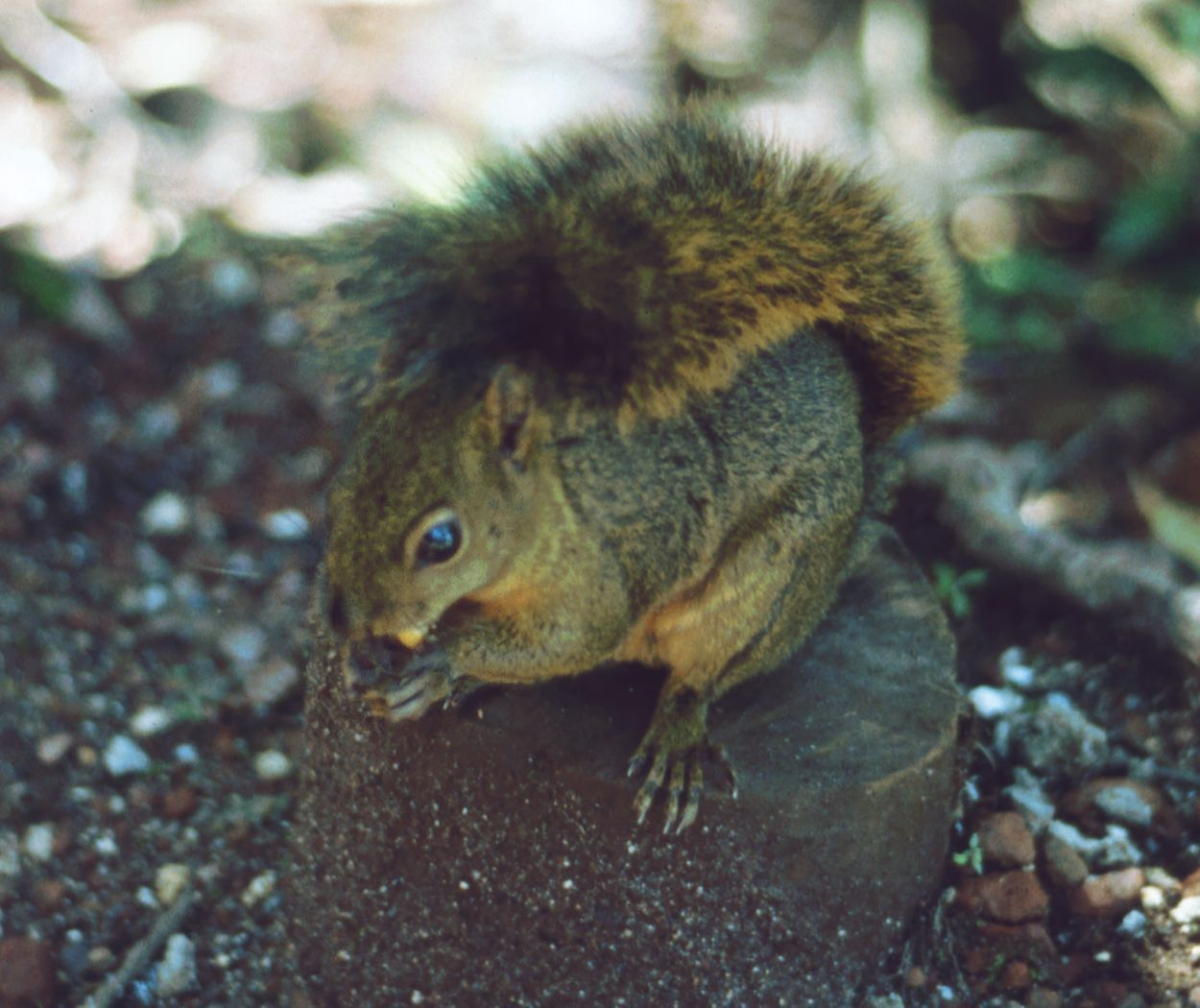
Costa Rica-i mókus (Syntheosciurus brochus)